# Hume Castle

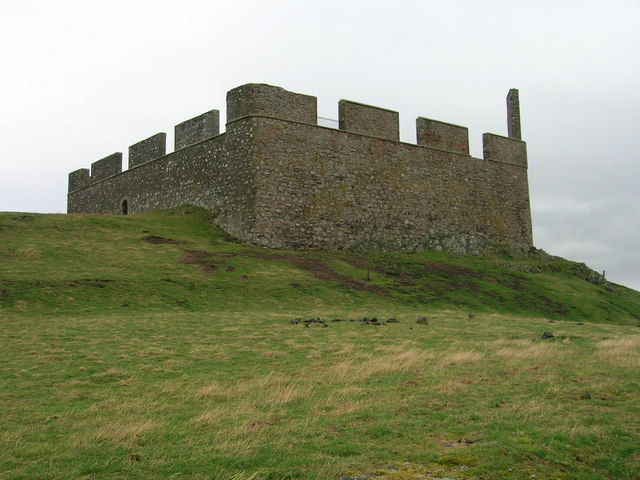
Hume Castle

Hume Castle ist eine Burgruine in der schottischen Ortschaft Hume in der Council Area Scottish Borders. Sie ist auf der höchsten Kuppe der Umgebung gelegen und erlaubt so eine gute Sicht über die sich südlich erstreckende Ebene auf die englischen Grenzgebiete. Da die felsige Kuppe an der Nordseite steil abfällt und eine natürliche Barriere bildet, war die Südflanke am stärksten befestigt.
1971 wurde das Bauwerk in die schottischen Denkmallisten in der höchsten Denkmalkategorie A aufgenommen. Die Einstufung wurde jedoch 2018 zurückgenommen. Weiterhin ist die Anlage als Scheduled Monument klassifiziert.

## Geschichte

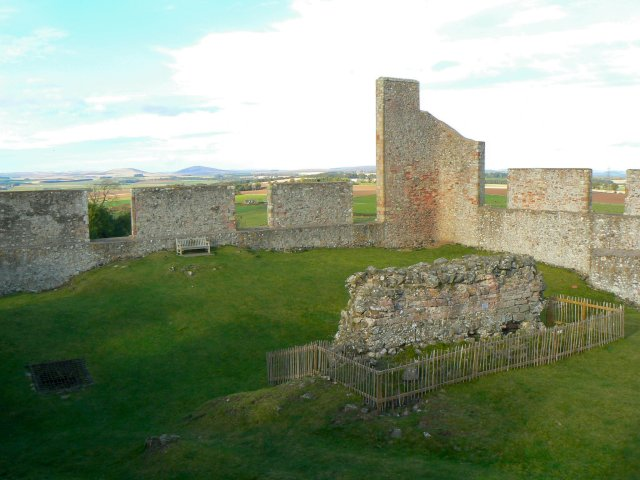
Mauerfragment des ursprünglichen Hume Castle

Die frühste Erwähnung von Hume Castle stammt aus dem 12. Jahrhundert. Als Sitz des bedeutenden Clans Home und auf Grund seiner Lage in der schottisch-englischen Grenzregion, wurde die Burg im Laufe der Jahrhunderte viermal belagert. Lady Home gab der Belagerung erst nach, als englische Truppen begannen ihren Sohn in Sichtweite der Burg zu erhängen. Truppen Oliver Cromwells schleiften Hume Castle im Jahre 1651. Von der einstigen Burg ist heute nur noch ein acht Meter langes, drei Meter hohes und 1,5 Meter mächtiges Mauerfragment im Innenraum erhalten.
Es war Hugh Hume-Campbell, 3. Earl of Marchmont, der Hume Castle im Jahre 1794 als Folly wiederaufbauen ließ. Obschon es keine direkte Wehraufgabe mehr besaß, diente Hume Castle in den Koalitionskriegen als Signalposten. Durch die Fehlinterpretation eines Leuchtsignals eines Postens in Northumberland wurde beinahe eine landesweite Panik ausgelöst. Im Laufe des Zweiten Weltkriegs war auf Hume Castle ein Beobachtungsposten eingerichtet.